# Skylark (1941)
Skylark (bra: Com Qual dos Dois?) é um filme estadunidense de 1941, do gênero comédia romântica, dirigido por Mark Sandrich, e estrelado por Claudette Colbert, Ray Milland e Brian Aherne. O roteiro de Allan Scott e Zion Myers foi baseado no romance e na peça teatral homônimos de 1939, ambos de Samson Raphaelson.
A trama retrata a história de uma dona de casa negligenciada que se apaixona por um belo advogado.

## Sinopse
À medida que o quinto aniversário de casamento de Lydia Kenyon (Claudette Colbert) se aproxima, ela percebe que está cansada de sempre ficar em segundo lugar para o emprego de publicidade de seu marido, Tony Kenyon (Ray Milland). Justo quando está tentando decidir o que fazer, ela conhece Jim Blake (Brian Aherne), um advogado charmoso. Problemas maiores surgem quando o flerte inocente entre eles começa a se tornar algo um pouco mais sério, forçando Lydia a fazer uma escolha entre seu marido e seu novo pretendente.

## Elenco
- Claudette Colbert como Lydia Kenyon
- Ray Milland como Tony Kenyon
- Brian Aherne como Jim Blake
- Binnie Barnes como Myrtle Vantine
- Walter Abel como George Gorell
- Mona Barrie como Charlette Gorell
- Ernest Cossart como Theodore
- Grant Mitchell como Frederick Vantine
- James Rennie como Ned Franklin
- Leonard Mudie como Balconista
- Warren Hymer como Homem no Metrô
- Irving Bacon como Barqueiro

## Produção
O filme foi baseado no romance de Samson Raphaelson, lançado pela primeira vez na edição de 7 de janeiro a 4 de fevereiro de 1939 da revista Saturday Evening Post, sob o título "Streamlined Heart". Raphaelson posteriormente adaptou o romance para a peça teatral homônima, produzida por John Golden. O espetáculo teve sua noite de estreia na Broadway, Nova Iorque, em 11 de outubro de 1939. A história então foi transformada no roteiro do filme por Zion Myers e Allan Scott.

## Recepção
Em sua crítica, a revista Variety escreveu: "O filme traz várias mudanças básicas na estrutura da história em relação ao conto original de Samson Raphaelson, que foi publicado na revista Saturday Evening Post, com um livro e uma peça teatral. No entanto, as revisões são decididamente vantajosas na transposição para a tela. Sob a habilidosa condução de Mark Sandrich como produtor e diretor, a história se desenrola em um ritmo animado, destacando ao máximo os episódios cômicos. A atuação de Claudette Colbert como a esposa (papel criado no palco por Gertrude Lawrence), em torno da qual gira a motivação, é de grande mérito, e a atriz aproveita cada fala e situação para uma exposição encantadora. Ray Milland está excelente como o executivo publicitário absorvido pelos negócios; Brian Aherne chama atenção como o sofisticado 'outro homem'".
Em 2019, o crítico de cinema Hal Erickson observou que "o destaque cômico de Skylark é uma sequência de comédia pastelão na qual Colbert tenta preparar o almoço em um iate durante uma tempestade. A cena foi filmada em uma única tomada, uma conquista da qual a atriz se orgulhou justificadamente".
Segundo o crítico e historiador de cinema Leonard Maltin, Colbert e Milland estavam no ápice de suas carreiras no lançamento desse filme. James H. Farmer, historiador de cinema, descreveu o filme como um "entretenimento leve".

## Prêmios e indicações
| Ano  | Cerimônia | Categoria  | Indicado       | Resultado | Ref.          |
| ---- | --------- | ---------- | -------------- | --------- | ------------- |
| 1942 | Oscar     | Melhor som | Loren L. Ryder | Indicado  | [ 10 ] [ 11 ] |